# Tribonanthes violacea
Tribonanthes violacea är en enhjärtbladig växtart som beskrevs av Stephan Ladislaus Endlicher. Tribonanthes violacea ingår i släktet Tribonanthes och familjen Haemodoraceae. Inga underarter finns listade.